# باول تاكر (منافس ألعاب قوى)
باول تاكر (بالإنجليزية: Paul Tucker)‏ هو منافس ألعاب قوى غياني، ولد في 30 يناير 1976.

## وصلات خارجية
- باول تاكر على موقع الاتحاد الدولي لألعاب القوى (الإنجليزية)
- باول تاكر على موقع أوليمبيديا (الإنجليزية)